# الدرباشية (فلسطين)
الدرباشية، قرية فلسطينية مهجرة، تبعد 20 كم شمال شرق مدينة صفد. على الطرف الشرقي لسهل الحولة، وسفوح مرتفعات الجولان السورية المشرفة عليها من علو يتجاوز 450م. أقرب قرية إليها هي غرابة، وإلى الجنوب منها تقع خربة عين التينة. والدرباشية إحدى قرى الحدود الفلسطينية– السورية، ويصلها درب ترابي بقرية حفر في الهضبة السورية. أقيم إلى الجنوب منها مركز للشرطة أيام الانتداب البريطاني.
تعلو القرية 150م عن سطح البحر، رغم أنها منخفضة بالنسبة إلى المرتفعات السورية في الشرق. وإلى الشمال منها يخترق الهضبة السورية وادي الحنظل أحد روافد الوادي الذي كان ينتهي في بحيرة الحولة من الجهة الشمالية الشرقية.
نشأت الدرباشية التي تبلغ مساحتها عشرة دونمات في أسفل الحافة الغربية لهضبة الجولان المطلة على بحيرة الحولة. وامتدت المباني بشكل طولي شمالي– جنوبي مع امتداد الحدود الفلسطينية– السورية، وكانت مبعثرة غير منتظمة.
مساحة أراضي الدرباشة 2,883 دونمًا منها 15 دونمًا للطرق والأودية. أمّا عدد سكان القرية العرب فبلغ حسب تقديرات عام 1945 قرابة 310، شتتهم اليهود ودمروا منازلهم في عام 1948. وكانت القرية مسرحًا لقتال شديد دار بين القوات السورية والعدو والإسرائيليين في عام 1957. وأقيمت بالقرب منها مستعمرة “غونن”.

## احتلال القرية وتطهيرها عرقيًّا
لا يعرف عن احتلال هذه القرية سوى أنّها احتلت في أثناء «عملية يفتاح»، في وقت ما من أيار\ مايو 1948. ونظرًا إلى كونها معزولة، فمن الجائز أنّها لم تحتل إلّا في الأسبوع الأخير من أيار\ مايو.

## القرية اليوم
يتبعثر حطام المنازل المدمرة في أرجاء موقع القرية. كما يحتوي الموقع أيضًا على قسم من قناة ري أسمنتية، وعلى بقايا مصاطب في بعض الحقول. أما أراضي القرية، فيستعملها الإسرائيليون مرعى للمواشي.

## المستعمرات الإسرائيلية على أراضي القرية
لا مستعمرات إسرائيلية على أراضي القرية.

## وصلات خارجية
- الدرباشية ترحب بكم